# 挽歌 (小説)
『挽歌』（ばんか）は、原田康子の小説、またそれを原作とした映画・ドラマ化作品である。

## 概要
1955年6月から1956年7月まで、同人誌『北海文学』に連載された、原稿用紙700枚の長編。『北海文学』は当時はガリ版刷りで、部数もわずか50部であった。1956年12月に東都書房から出版、70万部のベストセラーとなり、第8回女流文学者賞を受賞した。
作者の原田が地方在住、無名の新人であったため、出版各社が新人作家の発掘に奔走する契機となった作品でもある。

## あらすじ
物語の舞台は、さいはての街・釧路。季節はもう春だというのに北海道の釧路は寒く、外は冷たい風が吹いている。兵藤怜子は独りで山裾を歩いていた。彼女の左肘は幼い時に患った関節炎が元で自由に動かすことができない。怜子はこの後遺症については吹っ切れたのだが、父親はこのことに自責の念を感じて彼女のイエスマンになってしまっている。冷たい風に肘の傷跡が痛み出すと彼女の心も微かに疼き出すのであった。ある日、怜子はふとしたことから娘と一緒になって犬を散歩させていた中年の建築技師：桂木節夫と出会った。

## 出版までの経緯
講談社出版局長であった山口啓志は、『新潮』1954年12月号の「全国同人雑誌推薦小説特集」に掲載された原田の短編小説『サビタの記憶』に目をつけ、原田に作品を送るよう求めた。しかし、原田が最初に送った作品は山口の意に満たず送り返されている。その後、1956年7月下旬、原田は『北海文学』に連載した『挽歌』の原稿を山口に送った。ところが、山口がその直後に病に倒れて企画室に異動したために、原稿はしばらく宙に浮くことになった。9月半ばになって、原田側から、五所平之助監督による映画化の企画が持ち上がっているため、採否について知りたいとの連絡があり、山口に代わって元文芸課長の木村重義、ついで『群像』元編集長の高橋清次が担当、出版決定へと至った。
講談社企画室内には、1956年6月に独立採算制の出版部局として「東都書房」（子会社ではなく、法人格のない名義会社）が設置されており、出版は講談社ではなく東都書房の名義で行われた。題字と推薦文は、原田にとっては同郷の先輩作家であり、「全国同人雑誌推薦小説特集」で原田の作品を高く評価していた伊藤整が引き受けている。
1956年12月発売。初版部数は、当時の無名の新人作家の処女出版としては強気の1万部であった。1957年に入ってから、1月6日付『朝日新聞』の「ブック・エンド」欄で短い紹介がなされたのを皮切りに、1月8日付『毎日新聞』、『週刊朝日』1月20日号の「週刊図書館」欄に相次いで書評が掲載された。さらに1月24日付『朝日新聞』の文芸時評で臼井吉見が本書を取り上げ、「北海道在住の無名の一女性の作であるが、すぐれた素質が感ぜられて美しかった。うつろい易い青春の実体を、本格的な構成のなかに結晶しえた、豊かな想像力と清新な筆力に、ぼくは一種の驚異を覚えた。部分的に弱い点もあるが、ドキリとさせられるようなところもふくんでいる」と高く評価した。2月28日には第8回女流文学者賞の受賞が決定、女流文学者会会員以外からは初の受賞となった。当時の好意的な評価について、当時編集部員だった黒川義道は、前年に芥川賞を受賞した石原慎太郎『太陽の季節』に対する反発もあったのではないか、と述べている。
最盛期には毎週2万部の増刷がなされ、最終的には映画化の効果などもあり67万2000部に達した。また「挽歌族」や、若い女性と中年男性の恋愛を「挽歌をしよう」と呼ぶなどの流行語を生みだしている。
東都書房の新聞広告は、冬枯れの雑木林の中を若い女性がひとり歩く写真がほとんど全面を占める、というもので、「ムード広告」と呼ばれ、大きな反響を呼び、第10回広告電通賞、東京広告賞（東京新聞）などを受賞した。なお、女性モデルは東都書房の社員であった。

## 映画

### 1957年版

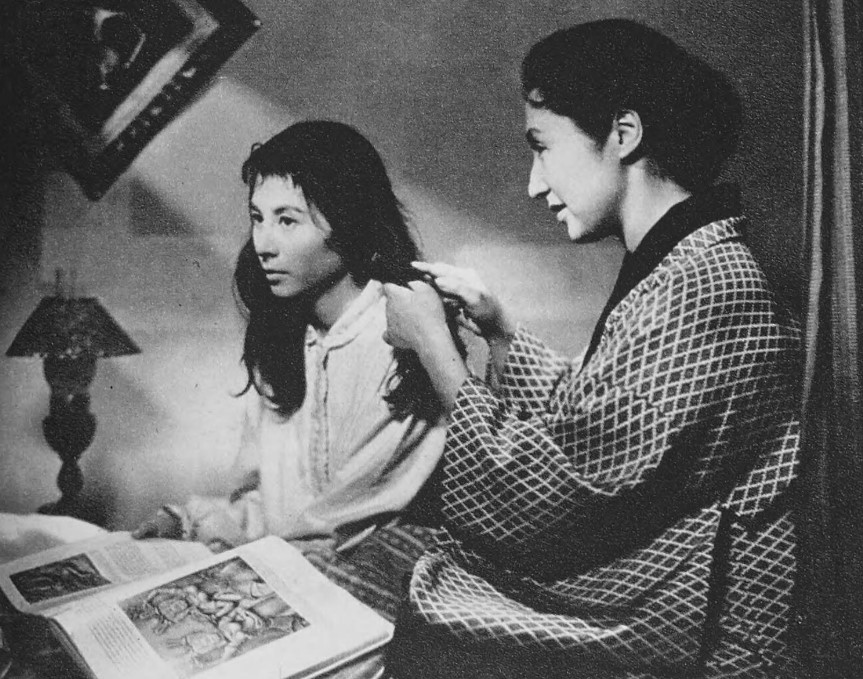
『挽歌』（1957年）

松竹配給（製作：歌舞伎座）で映画化された。

#### スタッフ
- 監督 - 五所平之助
- 脚本 - 八住利雄、由起しげ子
- 音楽 - 芥川也寸志
- 主題歌 - 『挽歌』　唄:越路吹雪、作曲:芥川也寸志、作詞:藤浦洸
- 衣装 - 森英恵

#### キャスト
- 久我美子 － 兵藤怜子
- 森雅之 － 桂木節夫
- 高峰三枝子
- 石浜朗
- 渡辺文雄
- 斎藤達雄
- 高杉早苗
- 浦辺粂子
- 加賀ちか子
- 中村是好
- 武藤礼子
- 松山照夫
- 陶隆（陶隆司）

### 1976年版
東宝配給（製作：東京映画）で映画化された。有吉佐和子原作の『複合汚染』の映画化を進めていたが、喜劇仕立てでやろうとして有吉の逆鱗に触れ製作中止となり、代案として本作が映画化された。

#### スタッフ
- 監督 - 河崎義祐
- 脚本 - 井手俊郎、蒼井マキレ
- 音楽 - 馬飼野俊一

#### キャスト
- 兵藤怜子 - 秋吉久美子
- 桂木節雄 - 仲代達矢
- 桂木あき子 - 草笛光子
- 久田幹夫 - 田中健
- 古瀬達巳 - 村野武範
- 兵藤信久 - 西村晃
- 兵藤信彦 - 宮田真
- トメ - 近松麗江
- 谷岡紀実 - 南風洋子
- 桂木ひろみ - 飯島洋美
- 友子 - 阪本真澄
- 戸村二郎 - 杉本孝次
- 須山淳一 - 矢野勇正
- マスター - 太宰久雄

## TVドラマ

### 1961年版
1961年10月2日～12月25日にフジテレビで毎週月曜日13:00～13:30（JST）にて放送された。

#### キャスト
- 稲垣美穂子
- 高倉みゆき
- 原保美
- 夏川大二郎

#### スタッフ
- 演出 - 岡田太郎
- 脚本 - 浅川清道

### 1966年版
1966年1月3日～4月1日にTBSで毎週月曜日～金曜日13:30～13:45（JST）にて放送された。

#### キャスト
- 亀井光代
- 根上淳
- 小畠絹子

#### スタッフ
- 監督 - 野村孝
- 衣装デザイン - 森英恵
- ヘアデザイン - 名和好子

### 1971年版
1971年11月1日～11月5日にNHK「銀河ドラマ（後の銀河テレビ小説）」枠で21:00～21:30（JST）にて放送された。

#### キャスト
- 木村夏江
- 小山明子
- 佐藤慶
- 中村敦夫

#### スタッフ
- 演出 - 和田勉
- 脚本 - 倉本聰

### 1982年版
1982年11月8日～12月31日にTBS「花王 愛の劇場」枠にて放送された。

#### キャスト
- 兵藤怜子 - 平淑恵
- 結城しのぶ
- 大出俊
- 市山登（現・市山貴章）
- 土屋嘉男
- 新倉博
- 滝奈保栄
- 大森暁美
- 唐沢民賢
- 笹入舟作
- 渡会良彦
- 甲斐みどり
- ナレーター - 白坂道子

#### スタッフ
- 監督 - 番匠義彰
- 助監督 - 山田良美
- 記録 - 桜木光子
- 製作主任 - 大川修
- 進行 - 水島誉志次
- プロデューサー - 田中浩三、藤川忠勝、金川克斗志
- 脚本 - 秋田佐知子
- 構成 - 長尾広生
- 音楽 - 牧野由多可
- 美術 - 猪俣邦弘
- 撮影 - 宇田川満
- 照明 - 飯島博
- 録音 - 青木左吉
- 編集 - 鶴田益一
- 協力 - 釧路市
- 制作 - TBS、松竹